# Гранд-Лейк (тауншип, Миннесота)
Гранд-Лейк (англ. Grand Lake) — тауншип в округе Сент-Луис, Миннесота, США. На 2000 год его население составило 2621 человек.

## География
По данным Бюро переписи населения США площадь тауншипа составляет 185,1 км², из которых 170,7 км² занимает суша, а 14,3 км² — вода (7,75 %).

## Демография
По данным переписи населения 2000 года здесь находились 2621 человек, 919 домохозяйств и 719 семей.  Плотность населения —  15,4 чел./км².  На территории тауншипа расположена 1081 постройка со средней плотностью 6,3 построек на один квадратный километр. Расовый состав населения: 95,61 % белых, 0,61 % афроамериканцев, 2,02 % коренных американцев, 0,19 % азиатов, 0,04 % c Тихоокеанских островов, 0,42 % — других рас США и 1,11 % приходится на две или более других рас. Испанцы или латиноамериканцы любой расы составляли 0,84 % от популяции тауншипа.
Из 919 домохозяйств в 33,5 % воспитывались дети до 18 лет, в 70,1 % проживали супружеские пары, в 4,1 % проживали незамужние женщины и в 21,7 % домохозяйств проживали несемейные люди. 17,1 % домохозяйств состояли из одного человека, при том 3,9 % из — одиноких пожилых людей старше 65 лет. Средний размер домохозяйства — 2,66, а семьи — 2,97 человека.
23,5 % населения — младше 18 лет, 7,6 % — в возрасте от 18 до 24 лет, 30,1 % — от 25 до 44, 29,5 % — от 45 до 64, и 9,3 % — старше 65 лет. Средний возраст — 40 лет. На каждые 100 женщин приходилось 111,7 мужчин.  На каждые 100 женщин старше 18 приходилось 117,1 мужчин.
Средний годовой доход домохозяйства составлял 53 900 долларов, а средний годовой доход семьи —  58 992 доллара. Средний доход мужчин —  40 758  долларов, в то время как у женщин — 28 421. Доход на душу населения составил 22 334 доллара. За чертой бедности находились 2,5 % семей и 4,6 % всего населения тауншипа, из которых 3,5 % младше 18 и 4,2 % старше 65 лет.